# Stolzia rubritarsi
Stolzia rubritarsi är en insektsart som först beskrevs av Willemse, C. 1932.  Stolzia rubritarsi ingår i släktet Stolzia och familjen gräshoppor. Inga underarter finns listade i Catalogue of Life.